# Tapirus webbi
Tapirus webbi es una especie extinta de tapir que vivió en el estado de Florida, durante el Mioceno. Es la especie de tapir más antigua que se conoce que haya vivido en el estado de Florida. Los restos fósiles encontrados en el estado de Florida y alrededores sugieren que T. webbi es un ancestro del moderno tapir amazónico y tapir centroamericano.

## Descripción
Era de un tamaño aproximado al del tapir malayo pero con miembros más largos, de una masa corporal de unos 400 kilogramos. Que los miembros sean más largos sugiere que estaba más acostumbrado a vivir en espacios abiertos.
Los dientes de este tapir son, en rasgos generales, similares a los de las demás especies del género.
Sus características distintivas se encuentras principalmente en la calavera, ya que su hueso nasal es bastante largo y grueso, y la depresión en el frente de la cabeza es menos pronunciada que en las especies actuales.